# Rudolf Handwerker
Rudolf Handwerker (* 2. März 1944 in Klingenberg am Main; † 17. Oktober 2024) war ein deutscher Kommunalpolitiker (CSU). Vom 1. Mai 1990 bis 30. April 2014 war er Landrat des Landkreises Haßberge in Unterfranken.

## Leben
Rudolf Handwerker studierte nach Abitur und Wehrdienst Jura. Seit dem Studium war er Mitglied der katholischen Studentenverbindung KStV Walhalla Würzburg im KV. 1973 wurde er zum Regierungsrat, 1977 zum Oberregierungsrat ernannt. 
1978 wurde Rudolf Handwerker zum Ersten Bürgermeister der Stadt Haßfurt gewählt. Dieses Amt übte er bis zum Jahr 1990 aus. In jenem Jahr wurde er erstmals, als Nachfolger von Walter Keller, zum Landrat des Landkreises Haßberge gewählt. Bei den nachfolgenden Kommunalwahlen, zuletzt am 2. März 2008, verteidigte das Amt.
Handwerker war seit 1975 Mitglied der CSU. Später wurde er Vorsitzender im Kreisverband Haßberge. Von 1988 bis 2008 war er Vorsitzender der CSU im Bundestagswahlkreis Bad Kissingen. Er war römisch-katholischen Bekenntnisses und Vater von drei Kindern.
2009 wurde er mit der Kommunalen Verdienstmedaille ausgezeichnet. 2012 erhielt er den Bayerischen Verdienstorden. 2014 wurde er mit der Bayerischen Verfassungsmedaille in Silber geehrt.